# Green Iris
Green Iris — перший у світі балкер класу Supramax, який використовує у якості палива зріджений природний газ (ЗПГ).
Споруджений південнокорейською компанією Hyundai Mipo Dockyard на верфі Ульсані для Ilshin Shipping. Остання збирається використовувати його у перевезеннях вапняку уздовж узбережжя Південної Кореї на замовлення металургійного гіганту  POSCO.
З метою зменшення шкідливих викидів енергетична установка судна складається зі створеного за технологією ME-GI шестициліндрового двигуна компанії MAN, здатного використовувати нафтопродукти або зріджений газ. Для зберігання останнього судно обладнане резервуаром об'ємом 500 м3. Бункерування ЗПГ буде здійснюватись компанією KOGAS шляхом передачі палива з автоцистерн.